# Djarkutan
Djarkutan (ou Jarkutan, Dzarkutan) est un site archéologique proto-urbain d'Ouzbékistan occupé durant l'Âge du bronze, de la fin du IIIe millénaire av. J.-C. jusqu'au IXe siècle av. J.-C. Il fait partie du complexe archéologique bactro-margien et de la culture archéologique de Sapalli.

## Situation
Djarkutan est situé à une courte distance de la rive droite (rive ouest) de la rivière Sourkhan Daria, affluent de l'Amou-Daria, dans la partie ouest de la province de Sourkhan-Daria, dans l'est de l'Ouzbékistan, à environ 5 km au sud-est de Sherabad et à 50 km au nord-ouest de Termez,.

## Historique
Le site a été fouillé pour la première fois en 1973 par une équipe germano-ouzbèke dirigée par les archéologues ouzbeks Sh. R. Pidaev, V. N. Pilipko et A. A. Askarov, et au moins une fois de plus, vers 1998–2003, par une équipe de l'Institut d'archéologie de l'Académie ouzbèke des sciences.

## Description
Djarkutan est la plus ancienne localité urbaine connue en Ouzbékistan. Ses maisons en briques et ses rues occupaient près de 100 hectares de superficie, dominés par une citadelle aux hauts murs d'environ un hectare (cent mètres sur cent). Les vestiges archéologiques de la fin du IIe millénaire av. J.-C. présentent des caractéristiques qui permettent de classer la ville comme une Cité-État primitive, telles que la densité de population, l'existence de murs de défense, d'édifices religieux et de résidents aisés, le palais du souverain, etc. La ville était le centre d'une oasis. Ce processus d'urbanisation et de sophistication politique a été rendu possible par l'agriculture.
La ville était divisée en deux parties : la citadelle, où fonctionnait le gouvernement et où se trouvait un sanctuaire, et le shahristan, où se trouvaient les zones résidentielles, les ateliers et les temples. L'un des édifices religieux était un temple du feu, composé d'une plate-forme avec un autel au centre, entouré d'un mur rectangulaire avec des tours. Ce temple, certaines tombes et découvertes sont associés au culte protozoroastrien. L'urbanisation était moins compacte que celle de Sapalli Tepe, une autre ville de l'Âge du bronze située près de Boukhara, avec des maisons plus éloignées les unes des autres.
Lors de la fouille d'un des bâtiments de la citadelle, on a découvert un atelier de métallurgie du bronze. Les fours de fonte de Djarkutan sont beaucoup plus complexes que ceux trouvés sur d'autres sites archéologiques de la même période, car ils permettaient de fondre 25 à 30 kg de métal à la fois dans deux fours, ce qui montre une grande avancée technologique. Certains chercheurs qualifient la structure d'« usine métallurgique de l'Âge du bronze ».
En raison de la répartition spatiale des résidences et de l'existence de plusieurs cimetières, il est possible que la société ait été divisée en groupes différenciés en termes de statut social et économique. Les cimetières sont situés à côté de chacun des ensembles de résidences. Apparemment, chacun des groupes et la zone correspondante de la ville étaient spécialisés dans un certain type d'activité et il existe également des différences dans les rites funéraires et religieux entre les groupes.
Initialement, les ateliers de production étaient mélangés aux zones résidentielles, mais probablement en raison de la croissance démographique et du développement industriel et technologique, il y a eu une séparation plus nette au fil du temps entre les zones industrielles et résidentielles. Ce changement est attesté par les données connues sur la production de poterie sur la colline n° 1 du site. Il y avait des zones de production de taille importante, où se trouvaient de grands fours à deux chambres et à deux niveaux. Dans les zones de production, il n'y avait pas de cimetières, ce qui renforce l'hypothèse qu'elles n'étaient pas utilisées comme zones résidentielles. La séparation entre les zones résidentielles et les cimetières s'est également accentuée en même temps que les zones de production ont été séparées, mais la distinction entre les groupes a été maintenue.

## Vestiges archéologiques
Au cours des fouilles, plus de 1 500 sépultures ont été trouvées, dont les plus récentes contenaient des os propres, sans tissus mous. Parmi les trouvailles figurent des outils en bronze, des bijoux (dont des épingles à tête en forme de mouflon, de mouton, etc.), des sceaux en bronze, en pierre, en céramique, en albâtre, avec des ornements géométriques ou des images d'animaux. Dans le temple ont été trouvés des figurines en céramique anthropomorphes et zoomorphes, des récipients en forme d'oiseau, des fragments d'autres types de récipients et des charrettes avec des images gravées (oiseaux, moutons, ânes, serpents, grenouilles, sangliers, chats sauvages, scorpions, etc. ).